# Vladimir Yakovlev (général)
Pour les articles homonymes, voir Iakovlev.
Ne doit pas être confondu avec Vladimir Yakovlev.
Vladimir Nikolavevitch Yakovlev (en russe : Влади́мир Никола́евич Я́ковлев), né le 17 août 1954 à Kalinine en URSS, est un ancien commandant militaire russe qui a commandé les forces des fusées stratégiques de la fédération de Russie de 1997 à 2001.

## Jeunesse
Il naît à Kalinin, aujourd'hui Tver, dans le centre administratif de l'oblast de Tver, en Russie. Il postule à l'école militaire Souvorov de Kalinin, mais échoue à l'examen d'admission. Il est diplômé avec mention de son lycée local en 1971.
Il entre à l'école supérieure de commandement militaire de Kharkov. Il s'impose comme un chef d'équipe compétent et est nommé chef de cours. Yakovlev rejoint ensuite l'université, obtenant son diplôme en 1976, ce qui conduit à une affectation dans un régiment de missiles.

## Carrière
Yakovlev devient ingénieur principal et chef d'équipe. En raison de son succès lors de l'alerte de service de combat, il est nommé chef d'état-major du régiment de missiles en 1981.
En 1983, Yakovlev s'inscrit à l'école de commandement de l'académie militaire de Dzerjinski et obtient son diplôme en 1985. Pendant son parcours, il obtient une médaille d'or, puis devient le commandant de poste du 6e régiment de missiles de la Garde de Riga (Pervomais'k-on-Bug). En 1989, il devient commandant adjoint d'une division de missiles.
En 1991, Yakovlev est nommé commandant de la division de la Garde de la 60e division de missiles dans la ville de Tatishevo-5, dans le district de Tatischevskogo de la région de Saratov. Yakovlev tente des efforts particuliers pour améliorer les conditions de vie des familles de militaires qui y résident.
En 1993, il est nommé chef d'état-major de la 60e division de missiles et, en 1994, est nommé commandant de la 27e armée de roquettes de la Garde dans l'oblast de Vladimir.
En décembre 1996, Yakovlev est nommé chef d'état-major des forces de missiles stratégiques. En juillet 1997, il devient, à 43 ans, le plus jeune chef des forces de missiles stratégiques. Sa prochaine promotion, celle de général, lui est décernée par décret présidentiel de Vladimir Poutine le 27 juin 2000.
En avril 2001, Yakovlev est libéré de son poste de commandant dans le cadre de la conversion des forces de missiles stratégiques des forces armées. Il est nommé chef d'état-major pour la coordination de la coopération militaire pour la Communauté des États indépendants. Il y restera jusqu'en 2004. Il est conseiller de 2006 à 2009 auprès du PDG de la FSUE « Rosoboronexport ».
De décembre 2009 à mai 2012, Yakovlev est chef de l'Académie militaire de l'État-major général des forces armées de la fédération de Russie.
Depuis 2014, il reste membre correspondant de l'Académie russe des sciences des missiles et de l'artillerie, académicien de l'Académie russe d'ingénierie, professeur de l'Académie des sciences militaires de la fédération de Russie et candidat en sciences militaires (1997). Il reçoit le Lauréat du Président de la fédération de Russie dans le domaine de l'éducation pour 1998.
Yakovlev réside actuellement à Moscou. Il est marié et a deux filles.